# زولتان سابو
زولتان سابو (بالصربية: Золтан Сабо)‏ (26 مايو 1972 في بلغراد في صربيا – )؛ هو لاعب كرة قدم سابق كان يلعب كمدافع.

## وصلات خارجية
- زولتان سابو على موقع رابطة كرة القدم اليابانية للمحترفين (اليابانية)
- زولتان سابو على موقع دوري كوريا الجنوبية (الإنجليزية)
- زولتان سابو على موقع قاعدة بيانات كرة القدم.إي يو (الإنجليزية)
- زولتان سابو على موقع Soccerway.com (الإنجليزية)
- زولتان سابو على موقع عالم كرة القدم.نت (الإنجليزية)